# Звягино (Калужская область)
Звягино — деревня в Козельском районе Калужской области. Входит в состав Сельского поселения «Деревня Лавровск».
Расположено примерно в 14 км к западу от города Козельск.

## Население
На 2010 год население составляло 13 человек.